# ニコライ・ギールス
ニコライ・カルロヴィッチ・ギールス（ ロシア語: Николáй Карлович Гирс、英語: Nikolai Karlovich Giers） または単に ニコラス・ド・ギールス（ 英語: Nicholas de Giers 、1820年5月21日 - 1895年1月26日 ）は、ロシア帝国の政治家。ドイツ系ロシア人。皇帝アレクサンドル3世の時代に外務大臣を務めた。外相としては、三国協商の前身ともいえる露仏同盟締結の立役者である。
息子のミハイル・ニコラエヴィチ・ギールスは、ロシアの外交官として駐トルコ大使を務めた。

## 経歴
1820年5月21日、ヴォルィーニ県（現、ウクライナ）に生まれる。前任者であるアレクサンドル・ゴルチャコフ公爵同様、ツァールスコエ・セローの学院で高等教育を受ける。有力な庇護者を欠いたこととドイツ系プロテスタントということで、官界、政界での閲歴は当時の貴族としては、それほど早いものではなかったが、それでも18歳で外務省に入省し東洋部に配属された。外務省では主として東南欧畑で20年近く下級官僚として勤務した後、1863年に駐ペルシア代理公使として赴任する。6年間ペルシアに駐在し、その後、スイスとスウェーデンの公使を務めた。1875年、ゴルチャコフ外相の下で、外務省東洋部長、大臣補佐を務める（ギールスはゴルチャコフ公の姪と結婚していた）。
1881年、皇帝アレクサンドル2世が暗殺されると、アレクサンドル3世が即位した。新帝は強硬な反独派であり、熱心な汎スラブ主義者であると見なされていたため、外務省内ではロシア・ナショナリズムが昂揚しドイツ系であるギールスの失墜が予想されたが、実際にはアレクサンドル3世は当初、予想された程の過激な反独的な外交路線を採用しなかった。アレクサンドルは、自らの外相として望んだのは隙がなく、かつ、思慮深く行動的で皇帝に忠実な外交家であった。以上のことからギールスは、アレクサンドルが望んだ外交官としてはうってつけの人物であった。1882年、ゴルチャコフ公が外相職を退くと、後任にギールスが任命された。ギールスは1894年にアレクサンドル3世が崩御するまで外相職にあった。
外相としてのギールスは、アレクサンドル3世の意志に従って列強による勢力均衡に基づいた平和的秩序の構築を目指した。その意味ではギールスはオットー・フォン・ビスマルクの同調者であったと言えよう。1882年、ドイツ、オーストリア・ハンガリー帝国、イタリアの間に三国同盟が締結されるが、ギールスは三国同盟がフランス、ロシアを敵国として想定するものとして秘密裏に締結されていながら、三国同盟の存在を既成事実として認めた。その後もギールスは、独、墺、伊との関係を維持することに努力した。このような事情から、フランスとの関係強化については、ギールスは当初消極的であったが、フランス政府による対露借款の導入をきっかけとして関係を強化し、露仏同盟を締結した。1891年8月21日、ギールスはフランス外相のアレクサンドル・リボーに、両国のうち一方が攻撃を受けた場合、すぐさま両国は同時にとることが必要な措置について協議することを申し合わせるという提案をおこない、8月27日にリボーが同意を表明して仏露の軍事協約が成立したのである。
1895年1月26日、ニコライ2世の即位直後に死去した。

## 功績と評価
ギールスはあくまでビスマルク体制を支持していたが、ビスマルクの引退やバルカン半島をめぐるロシアとドイツ、オーストリアの関係は悪化していく。それでも、ギールスとしては対独提携に基づくヨーロッパの秩序維持に努めた。ジョージ・ケナンは、「ビスマルクに次ぐ政治家」と評価した。